# Władimir Fiodorow (konstruktor)
Władimir Grigorjewicz Fiodorow (ros. ; ur. 3 maja?/15 maja 1874 w Sankt Petersburgu, zm. 19 września 1966 w Moskwie) – rosyjski teoretyk i konstruktor broni strzeleckiej, twórca nauki o broni automatycznej.

## Życiorys
W 1895 ukończył Szkołę Artyleryjską, później Michajłowską Akademię Artyleryjską (1900), otrzymując przydział do Wydziału Uzbrojenia Głównego Zarządu Artylerii. Tam rozpoczął w 1905 pracę nad karabinem samopowtarzalnym przystosowanym do naboju karabinowego Mosina wz. 1891. Karabin został opracowany w 1907 roku, lecz podobnie jak wcześniejsze konstrukcje Mannlichera wz. 1891 i wz. 1894 i Mausera wz. 1899 i wz. 1900 nie spełnił stawianych mu wymagań, które zakładały, że broń o masie nieprzekraczającej (4–4,5 kg), powinna poprawnie działać podczas strzelania silną amunicją zaprojektowaną do karabinów powtarzalnych.
Ze względu na trudności związane z nabojem 7,62 mm, zaprojektował nabój o kalibrze 6,5 mm i dostosowany do niego karabin samoczynno–samopowtarzalny, znany jako karabin wz. 1916 lub automat Fiodorowa. Broń ta znajdowała się na uzbrojeniu Armii Radzieckiej do 1929 roku.
W 1917 ukazała się praca Fiodorowa poświęcona analizie istniejących wzorów broni automatycznej. W latach (1918–1931) był dyrektorem biura konstrukcyjnego broni strzeleckiej. W 1921 zorganizował biuro konstrukcyjne broni automatycznej, którym kierował. W 1931 został głównym konstruktorem broni strzeleckiej w Komisariacie Ludowym, a następnie w Ministerstwie Uzbrojenia ZSRR.
W 1943 roku awansował do stopnia generała porucznika i otrzymał tytuł profesora. W latach (1946–1953) członek rzeczywisty Akademii Nauk Artyleryjskich ZSRR. Był autorem blisko 30 prac naukowych. Opracował klasyfikację broni automatycznej, przyjmując jako kryterium podziału sposób wykorzystania gazów prochowych do uruchomienia mechanizmów.